# 私のバカせまい史
『私のバカせまい史』（わたしのバカせまいし）は、フジテレビ系列で放送されていたバラエティ番組。バカリズムの冠番組。2023年4月20日から2024年3月21日までは毎週木曜日 21:00 - 21:54（JST）に放送され、2024年4月5日（4日深夜）から2025年3月21日（20日深夜）までは毎週金曜日 0:25 - 0:55（JST、木曜深夜）に放送されていた。

## 概要
研究長ことバカリズムを筆頭に、芸能人が「誰も調べたことがないせまい歴史=バカせまい史」を紹介していくバラエティ番組。
2022年2月26日、5月6日、9月29日の3度の特番、および水曜深夜の「水曜RISE!」枠での6回の期間限定レギュラーを経て、2023年4月20日より木曜21時台にてレギュラー化。2024年4月からは30分枠に短縮の上で木曜深夜帯に移動した。
2022年5月6日に放送した第2弾がギャラクシー賞（テレビ部門2022年5月度月間賞）を受賞。
誰も調査をしたことのない後述の研究テーマに代表される狭い歴史を、資料調査から取材、そして再現シミュレーションまで、1企画を放送するまでに約3カ月を要する。そのためか木曜21時台でのレギュラー版では拡大版の放送は一切せず、反対に他の番組時間枠拡大により休止になることが多かった。
演出の加藤智章がバカリズムと仕事をしたいという熱で生まれた番組で、どうでもいいような歴史を掘ることがバカリズムのネタ作りや面白さとシンクロすると考えた。
チーフプロデューサーの島本亮は「『カノッサの屈辱』のように、お笑いを深くストイックに織り込める深夜の時間で続けていくほうがこの番組にフィットする」「社内でも割れた」と述べており、それでも映像やリサーチ力を考えると、ゴールデンでしか作れない番組で「挑戦していきたい」と語る。
リサーチは誰かが毎日必ず国会図書館に行き、関係者に会い話に聞きに行く『あえてネットに頼らず、アナログに調査する』ことを大事にしている。島本は「同時に10本ほどテーマを動かし、最終的に6本仕上げるコスパはかなり悪い番組」と述べている。バカリズムも「念入りに調査しても必ず実を結ぶわけではないのが、この番組の恐ろしいところ」。「話の広がりがなかったり面白い展開にならなかったりする」「（データが予想に反して膨大に取れても）網羅しすぎて収集がつかなくなることがある」と述べ、没になった例として年々長くなっているのではないかと推論して調査した『番宣コメント史』を挙げている。調査の末、推察が正しいことは判明したが想像の範囲を超えず、番組としては成立しないと判断した。バカリズムはグラフや数字、パターン分けなどを重視するが、一度没になったものを別の調査員視点から流用し成立させることもあり、バカリズムは「一人で作るネタより圧倒的に楽しい」、「研究員に助けられている番組」と表現している。
前述のようにバカリズム自身も企画会議に関わっており、バカリズムいわく「情報収集は任せているが、集まった情報に基づいて番組台本を作る役」とのこと。
研究発表感を出すため、プレゼンする芸人・タレントも個人差はあれど調査に関わっている。せいや、ヒコロヒーらは「ピンネタをやっている感じに近い」と表現している。
他局のアーカイブ映像など、過去映像も使用するため、番組公式X（旧Twitter）では、「TVer注意報」（ネット配信上では映像が出せない）を出している。
2024年4月の深夜帯移行後、一般観覧は継続するがフジテレビマルチシアター(試写室)にて収録とし、ゲストは廃止。30分間の放送で、研究発表は原則1本のみとしている。
2025年4月以降、この放送枠で「何か“オモシロいコト”ないの?」が開始され、当番組は休止状態である（終了とは明言されていない）。これは、前述にある膨大な研究費用が2025年1月の中居正広・フジテレビ問題で起きたスポンサーの大量離脱の影響でまかなえなくなった事が理由に挙げられている。

## 出演者

### 研究長
- バカリズム

### 研究員
- 森田哲矢（さらば青春の光）
- せいや（霜降り明星）
- ヒコロヒー

深夜移行後は2人ずつローテーションで出演する。バカリズム曰く「番組的には毎回いてほしいが、ギャラの都合上、2人までしか出せない」。

### 研究長助手
- 永島優美（当時フジテレビ アナウンサー）（産休に伴い2023年11月30日分で降板）
- 杉原千尋（フジテレビ アナウンサー） - 永島の産休に伴い2023年12月14日分から就任[11]

## 放送データ
| 回数 | 放送日        | 放送時間       | 備考         |
| ---- | ------------- | -------------- | ------------ |
| 1    | 2022年2月26日 | 13:30 - 14:30  | 関東ローカル |
| 2    | 2022年5月6日  | 23:00 - 翌0:10 | 全国ネット   |
| 3    | 2022年9月29日 | 20:00 - 21:54  | 全国ネット   |

| 回数 | 放送日         | 放送時間    |
| ---- | -------------- | ----------- |
| 1    | 2022年10月13日 | 1:15 - 1:40 |
| 2    | 2022年10月20日 | 0:25 - 0:55 |
| 3    | 2022年10月27日 | 0:25 - 0:55 |
| 4    | 2022年11月3日  | 0:25 - 0:55 |
| 5    | 2022年11月10日 | 0:30 - 1:00 |
| 6    | 2022年11月17日 | 1:00 - 1:30 |

## 放送内容

### 特番時代
| 回 | 放送日  | ゲスト出演者                                                                                | 研究テーマ（研究員） | 出典          |
| -- | ------- | ------------------------------------------------------------------------------------------- | --- | ------------- |
| 1  | 2月26日 | 朝日奈央 せいや（霜降り明星） 森田哲矢（さらば青春の光）                                    | - ものまねされ続けて40年 武田鉄矢ものまね進化史（せいや） - 脚本家たちの試行錯誤戦争 韓流ドラマ記憶喪失史（朝日奈央） - 動く!犬の名前ランキング史（森田哲矢） - 芸能人の「家では全裸」発言史（バカリズム） | [ 12 ]        |
| 2  | 5月6日  | 板倉俊之（インパルス） ヒコロヒー 森田哲矢（さらば青春の光）                                | - ドロドロ昼ドラ 愛憎グルメ史（板倉俊之） - 日本映画最大のミステリー!?「犬神家の一族」スケキヨの足史（ヒコロヒー） - 動く!都道府県別 虫歯の数ランキング史（森田哲矢） - 専門ものまね師史（バカリズム）     | [ 13 ] [ 14 ] |
| 3  | 9月29日 | 飯尾和樹（ずん） せいや（霜降り明星） 森田哲矢（さらば青春の光） 渡辺江里子（阿佐ヶ谷姉妹） | - ものまね番組ご本人登場史（せいや） - クイズ番組 第1問史（渡辺江里子） - お笑い芸人のあるあるネタパッケージ発明史（森田哲矢） - 柴田理恵号泣史（バカリズム）                                              | [ 15 ] [ 16 ] |

### 水曜RISE!時代
| 回 | 放送日   | ゲスト出演者                                                                                | 研究テーマ（研究員）                                                   | 備考   | 出典   |
| -- | -------- | ------------------------------------------------------------------------------------------- | ---------------------------------------------------------------------- | ------ | ------ |
| 1  | 10月13日 | 飯尾和樹（ずん） せいや（霜降り明星） 森田哲矢（さらば青春の光） 渡辺江里子（阿佐ヶ谷姉妹） | - プロ野球 珍プレー好プレーの伝説 達川光男のリアクション史（飯尾和樹） |        | [ 17 ] |
| 2  | 10月20日 | ヒコロヒー 森田哲矢（さらば青春の光）                                                       | - 笑わせるためだけじゃなかった… まぶたの目史（森田哲矢）               | [ 18 ] | [ 19 ] |
| 3  | 10月27日 | ヒコロヒー 森田哲矢（さらば青春の光）                                                       | - 追われて40年… 実録!妖怪・口裂け女のニッポン逃避行史（ヒコロヒー）    | [ 20 ] | [ 21 ] |
| 4  | 11月3日  | 柴田英嗣（アンタッチャブル） 田中卓志（アンガールズ）                                       | - ケガと戦い続けて20年以上!吉川晃司のシンバルキック史（柴田英嗣）      |        | [ 22 ] |
| 5  | 11月10日 | 柴田英嗣（アンタッチャブル） 田中卓志（アンガールズ）                                       | - 福岡県・北九州の成人式 クレイジーファッション革命史（田中卓志）      |        | [ 23 ] |
| 6  | 11月17日 | 柴田英嗣（アンタッチャブル） 田中卓志（アンガールズ）                                       | - 芸能人の「小さいおじさん」目撃談史（バカリズム）                     | [ 24 ] | [ 25 ] |

### レギュラー時代
| 回 | 放送日   | ゲスト出演者 | 研究テーマ（研究員） | 備考   | 出典   |
| -- | -------- | --- | --- | ------ | ------ |
| 1  | 4月20日  | 伊集院光 ジェシー（SixTONES） せいや（霜降り明星） 森田哲矢（さらば青春の光） 渡辺満里奈                                                               | - 絶滅の危機を乗り越え続けてきた!箱の中身はなんだろな?史（森田哲矢） - ものまね番組の辛口審査員 淡谷のり子の低得点史（せいや） - カラオケビデオ俳優史（バカリズム）                                |        | [ 26 ] |
| 2  | 4月27日  | 井桁弘恵 伊集院光 岩井勇気（ハライチ） 鬼越トマホーク ヒコロヒー 森田哲矢（さらば青春の光）                                                            | - 大スターじゃない芸能人のプロ野球始球式盛り上げ方史（鬼越トマホーク） - なぜ選ばれ続けるのか?ザ・たっちの人体実験20年史（ヒコロヒー） - なぜ30年も活躍できる?坂下千里子の裏立ち回り史（岩井勇気） |        | [ 27 ] |
| 3  | 5月4日   | 阿佐ヶ谷姉妹 齋藤孝 滝沢カレン 水田信二（和牛） 森田哲矢（さらば青春の光）                                                                             | - パラパラチャーハン裏技史（水田信二） - 知性の丘に咲く一輪のボケ クイズおバカ枠史（森田哲矢） |        | [ 28 ] |
| 4  | 5月11日  | 大西流星（なにわ男子） せいや（霜降り明星） 中尾ミエ 野田クリスタル（マヂカルラブリー） 山崎紘菜                                                       | - ものまねレジェンド コロッケの間奏詰め込み史（せいや） - バカせま偉人伝 日本初のマッチョ 若木竹丸伝説史（野田クリスタル）                                                                         | [ 29 ] | [ 30 ] |
| 5  | 5月18日  | 安藤サクラ カンニング竹山 せいや（霜降り明星） 髙橋ひかる ヒロミ レイザーラモンRG                                                                      | - いつからおかしくなった!? 寝起きドッキリ50年史（カンニング竹山） - いつか人間は支配される!? カラスの超進化史（レイザーラモンRG）                                                                  |        | [ 31 ] |
| 6  | 5月25日  | 阿佐ヶ谷姉妹 せいや（霜降り明星） 立川志らく 谷まりあ 森田哲矢（さらば青春の光）                                                                       | - 海外スターお忍びグルメ史（阿佐ヶ谷姉妹） - 中島みゆき「糸」カバーバージョン史（せいや） - エイプリルフールに嘘をつく芸能人史（バカリズム）                                                       |        | [ 32 ] |
| 7  | 6月1日   | カズレーザー（メイプル超合金） 齊藤京子（日向坂46） せいや（霜降り明星） 中島裕翔（Hey! Say! JUMP） ニューヨーク 本村健太郎 森田哲矢（さらば青春の光） | - マスメディアによる東大生イジり史（カズレーザー） - 1000万円以上の大金を拾った人史（森田哲矢） - キンタロー。のフットワーク軽い史（ニューヨーク）                                                 |        | [ 33 ] |
| 8  | 6月8日   | 阿佐ヶ谷姉妹 伊集院光 小沢一敬（スピードワゴン） 加藤史帆（日向坂46） 田中直樹（ココリコ）                                                             | - 動物たちの動物園脱走史（田中直樹） - 全国のライブハウスにある内田有紀のサイン史（小沢一敬） |        | [ 34 ] |
| 9  | 6月15日  | あの 飯尾和樹（ずん） 板倉俊之（インパルス） いとうせいこう 齋藤孝 西畑大吾（なにわ男子）                                                              | - 群雄割拠!ロケ弁史（飯尾和樹） - 棋士たちのごはん名勝負史（板倉俊之） | [ 35 ] | [ 36 ] |
| 10 | 6月22日  | あの 板倉俊之（インパルス） いとうせいこう 河井ゆずる（アインシュタイン） 齋藤孝 せいや（霜降り明星） ヒコロヒー 森田哲矢（さらば青春の光）            | - 芸能人の貧乏エピソード史（河井ゆずる） - 大林素子の推し芸人史（ヒコロヒー） - 織田信長デフォルメ史（バカリズム）                                                                                 |        | [ 37 ] |
| 11 | 7月20日  | 飯尾和樹（ずん） 梅沢富美男 佐々木久美（日向坂46） せいや（霜降り明星） 出川哲朗 森田哲矢（さらば青春の光）                                            | - テレビ番組ドミノ進化史（せいや） - 日本一有名人の足つぼを押した男 與那嶺茂人史（出川哲朗） |        | [ 38 ] |
| 12 | 7月27日  | 伊集院光 岩井勇気（ハライチ） 野田クリスタル（マヂカルラブリー） 水田信二（和牛） 村重杏奈 森田哲矢（さらば青春の光） U字工事                          | - 骨肉の争い!ブロッコリーvsカリフラワー史（岩井勇気） - 意識してなまる芸能人たち…ビジネスなまり史（U字工事） - プロ野球始球式盛り上げ方史 続編（森田哲矢）                                         |        | [ 39 ] |
| 13 | 8月10日  | 石原良純 坂下千里子 せいや（霜降り明星） 中村仁美 野田クリスタル（マヂカルラブリー） 水田信二（和牛） みなみかわ 森田哲矢（さらば青春の光）            | - 日本一暑い町 熊谷市史（森田哲矢） - 芸能人の鬼嫁史（みなみかわ） - 日本初のマッチョ 若木竹丸伝説史 外伝（野田クリスタル）                                                                        |        | [ 40 ] |
| 14 | 8月17日  | 池﨑理人、田島将吾（INI） 島崎和歌子 野田クリスタル（マヂカルラブリー） 水田信二（和牛） 森田哲矢（さらば青春の光）                                    | - 井上陽水「少年時代」カバーバージョン史（森田哲矢） - 若者の○○離れ史（バカリズム） - なぜそんなに増えてしまった!? 卵かけご飯の食べ方史（水田信二）                                                |        | [ 41 ] |
| 15 | 8月24日  | 生見愛瑠 大久保佳代子（オアシズ） 萬田久子 森田哲矢（さらば青春の光） 吉村崇（平成ノブシコブシ）                                                       | - 郷ひろみのジャケットパフォーマンス史（大久保佳代子） - 増えすぎた焼肉の部位史（吉村崇） |        | [ 42 ] |
| 16 | 8月31日  | 伊集院光 カズレーザー（メイプル超合金） 佐々木久美（日向坂46） せいや（霜降り明星） トータルテンボス 森田哲矢（さらば青春の光）                        | - 大谷翔平が凄すぎて枯渇しゆく実況フレーズ史（トータルテンボス） - ギネス世界記録「Tシャツを一度に着た数」史（カズレーザー）                                                                       |        | [ 43 ] |
| 17 | 9月7日   | カズレーザー（メイプル超合金） 狩野英孝 せいや（霜降り明星） 藤田ニコル 森泉 森口博子 森田哲矢（さらば青春の光）                                       | - 命懸けでこだわった!女性のかわいい前髪作り史（狩野英孝） - 激辛ラーメン「蒙古タンメン中本」異常な女性人気史（せいや）                                                                             |        | [ 44 ] |
| 18 | 9月14日  | 菅田将暉 せいや（霜降り明星） ヒコロヒー 堀未央奈 森田哲矢（さらば青春の光） 山田五郎                                                                  | - 出てきたお宝22億円超え!? テレビ番組 開かずの金庫史（森田哲矢） - バレーボール界のスーパースター 川合俊一モテ伝説史（ヒコロヒー）                                                                 |        | [ 45 ] |
| 19 | 9月21日  | 阿佐ヶ谷姉妹 板倉俊之（インパルス） 梅沢富美男 大友花恋 森田哲矢（さらば青春の光）                                                                     | - どんどん大きくなっていく!マジシャンが消したもの史（板倉俊之） - 謎のダンス集団 花柳糸之社中史（阿佐ヶ谷姉妹）                                                                                    |        | [ 46 ] |
| 20 | 10月19日 | 柴田英嗣（アンタッチャブル） せいや（霜降り明星） 谷まりあ 中島健人（Sexy Zone） 森田哲矢（さらば青春の光）                                            | - 赤なのか!?青なのか!? 時限爆弾解除二択史（森田哲矢） - 2時間ドラマのサブタイトル史（バカリズム）                                                                                                  |        | [ 47 ] |
| 21 | 10月26日 | 伊集院光 河田陽菜（日向坂46） 柴田英嗣（アンタッチャブル） せいや（霜降り明星）                                                                        | - いつから笑顔が消えた?カラオケ番組プレッシャー増加史（せいや） - テレビ番組での催眠術 ほぼ大喜利史（柴田英嗣）                                                                                    |        | [ 48 ] |
| 22 | 11月2日  | せいや（霜降り明星） 中岡創一（ロッチ） 藤田ニコル 村山輝星 森田哲矢（さらば青春の光）                                                                 | - 20年で様々なタイプを開発 逃走中ハンター史（せいや） - ミスター逃走中!アンガールズ田中のキャラ変史（中岡創一）                                                                                    |        | [ 49 ] |
| 23 | 11月9日  | 石塚英彦（ホンジャマカ） 井森美幸 神田愛花 せいや（霜降り明星） ヒコロヒー 松村沙友理                                                                  | - なぜ美味しく見える?ギャル曽根の食べ方進化史（神田愛花） - 調理工程を省き続けて40年!平野レミのショートカット料理史（ヒコロヒー）                                                                  |        |        |
| 24 | 11月16日 | 王林 狩野英孝 鈴木奈々 せいや（霜降り明星） ヒコロヒー 眞鍋かをり                                                                                      | - 青春!女子のプリクラ史（狩野英孝） - 死亡フラグ史（バカリズム） |        |        |
| 25 | 11月23日 | 井森美幸 狩野英孝 せいや（霜降り明星） 野呂佳代 眞鍋かをり みりちゃむ                                                                                  | - 長くなったり短くなったり… 女子高生ソックスの丈史（野呂佳代） - キラキラ大好き!ラメの面積拡大史（狩野英孝）                                                                                       |        |        |
| 26 | 11月30日 | アンミカ 伊集院光 板倉俊之（インパルス） せいや（霜降り明星） ゆうちゃみ                                                                               | - 世界の度肝を抜いた!万博で鮮烈デビューしたもの史（せいや） - 大阪万博から55年!なかなか実現しない人間洗濯機史（板倉俊之）                                                                          |        |        |
| 27 | 12月14日 | | - モテる男のビジュアル変化史🕺 - ベビーカー写真をアップしちゃう芸能人ママ史 |        |        |

| 回 | 放送日   | ゲスト出演者 | 研究テーマ（研究員） | 備考 | 出典 |
| -- | -------- | ------------ | --- | ---- | ---- |
| 28 | 1月25日  |              | - こち亀 予言的中史 - 鉄オタが泣き叫んだ鉄道ラストラン史 |      |      |
| 29 | 2月1日   |              | - カニカマ超進化史 - クイズ番組 芸人の苦悩史 |      |      |
| 30 | 2月8日   |              | - 日本のバレンタイン「バレンタイン・キッス」しか流れてない史 - たまに判明する有名人と有名人の親類関係史                                                              |      |      |
| 31 | 2月15日  |              | - バカせま始まり史 - 日本映画最大のミステリー「犬神家の一族」 スケキヨの目史                                                                                         |      |      |
| 31 | 2月22日  |              | - 二転三転した定説史 - スケバン キャラ変史 |      |      |
| 32 | 2月29日  |              | - 馬油シャンプー全国統一史 - 0勝全敗！不老不死挑戦史 |      |      |
| 33 | 3月7日   |              | - ものまね番組 一回戦敗退史 - 2年間生き永らえる魔法の言葉 ダンディ坂野ゲッツ史                                                                                       |      |      |
| 34 | 3月14日  |              | - バカリズム厳選！せますぎる研究発表SP - 1000万円以上の大金を拾った人史 - 電車で寝ていた女性がおじさんのよだれを吸うエピソードの始まり - 2時間ドラマのサブタイトル史 |      |      |
| 35 | 3月21日  |              | - どんどん優しくなっていく！ナマハゲ社会適応史 - 傘の進化史 |      |      |
| 36 | 4月5日   |              | - 特撮ヒロインパンチラ史 |      |      |
| 37 | 4月12日  |              | - ヤンキー御用達ファッションブランドGALFY史 |      |      |
| 38 | 4月19日  |              | - 超魔術の呪いにかかって40年 Mr.マリックのボツネタ史 |      |      |
| 39 | 4月26日  |              | - 古畑任三郎 今泉くんへのパワハラ史 |      |      |
| 40 | 5月10日  |              | - 島田秀平の増やしすぎた手相史 |      |      |
| 41 | 5月17日  |              | - 「わがままボディ」意味わからないのにみんな使い続けてる史 |      |      |
| 42 | 5月24日  |              | - ハゲを武器にして成功した人史 |      |      |
| 43 | 5月31日  |              | - マッチングアプリの平和維持史 |      |      |
| 44 | 6月14日  |              | - グルメ漫画リアクション史 |      |      |
| 45 | 6月21日  |              | - なぜかクリックしてしまう！ねとらぼランキング史 |      |      |
| 46 | 6月28日  |              | - 戦国時代にワイドショーがあったら炎上していた裏切り史 |      |      |
| 47 | 7月12日  |              | - 謎多き宮崎県のテレビ番組表史 |      |      |
| 48 | 7月19日  |              | - 家電製品の取扱説明書史 |      |      |
| 49 | 7月26日  |              | - テレビ番組の旅企画 1個のせてきてる史 |      |      |
| 50 | 8月16日  |              | - 名言「世の中には2種類の人間がいる。〇〇か××かだ」史 |      |      |
| 51 | 8月30日  |              | - 温水洗浄便座の進化史 |      |      |
| 52 | 9月13日  |              | - もっと評価してほしい！新幹線 実は時間短縮しまくってた史 |      |      |
| 53 | 9月20日  |              | - 食いしん坊 古畑任三郎史 |      |      |
| 54 | 9月24日  |              | - 飲み会で乱用されまくるお笑いテンプレ史 |      |      |
| 55 | 10月11日 |              | - 言っていない名言史 |      |      |
| 56 | 10月18日 |              | - 座布団より金！林家木久扇の金儲け史 |      |      |
| 57 | 10月25日 |              | - 個人資産300億円！にしたんクリニック西村社長のアルバイト史 |      |      |
| 58 | 11月1日  |              | - 憧れと親近感の黄金比 庶民派ママタレ史 |      |      |
| 59 | 11月8日  |              | - 野呂佳代の女優風史 |      |      |
| 60 | 11月22日 |              | - なんで主人公が1位じゃないんだ！漫画の人気キャラ投票史 |      |      |
| 61 | 11月29日 |              | - 数字の「4」迫害史 |      |      |
| 62 | 12月6日  |              | - 女に弱すぎる警部補 古畑任三郎史 |      |      |
| 63 | 12月13日 |              | - もはや錬金術！ポイントに翻弄される人類史 |      |      |
| 64 | 12月20日 |              | - わさビーフのリニューアル史 |      |      |
| 65 | 1月9日   |              | - 巨大化していくクレーンゲーム史 |      |      |
| 66 | 1月16日  |              | - お米に執着する日本人のための炊飯ジャー史 |      |      |
| 67 | 1月23日  |              | - GタンN－ボ史 |      |      |
| 68 | 2月6日   |              | - モノマネ芸人聖地！独自の進化を遂げたキサラ史 |      |      |
| 69 | 2月13日  |              | - 男性アナウンサーとオタクどっちが先なのか史 |      |      |
| 70 | 2月20日  |              | - ひとり歩きしすぎたデマ史 |      |      |
| 71 | 2月27日  |              | - 古畑任三郎パロディーで生き続ける史 |      |      |
| 72 | 3月6日   |              | - 国民栄誉賞を取って無敵と化した丸山桂里奈史 |      |      |
| 73 | 3月13日  |              | - 人類最強のウェポン屁史 |      |      |
| 74 | 3月20日  |              | - 恋愛ドラマの噛ませ犬史 |      |      |

## ネット局

### 木曜ゴールデン時代
| 放送対象地域   | 放送局                    | 系列                                         | 放送日時           | ネット状況 |
| -------------- | ------------------------- | -------------------------------------------- | ------------------ | ---------- |
| 関東広域圏     | フジテレビ（CX）          | フジテレビ系列                               | 木曜 21:00 - 21:54 | 制作局     |
| 北海道         | 北海道文化放送（uhb）     | フジテレビ系列                               | 木曜 21:00 - 21:54 | 同時ネット |
| 岩手県         | 岩手めんこいテレビ（mit） | フジテレビ系列                               | 木曜 21:00 - 21:54 | 同時ネット |
| 宮城県         | 仙台放送（OX）            | フジテレビ系列                               | 木曜 21:00 - 21:54 | 同時ネット |
| 秋田県         | 秋田テレビ（AKT）         | フジテレビ系列                               | 木曜 21:00 - 21:54 | 同時ネット |
| 山形県         | さくらんぼテレビ（SAY）   | フジテレビ系列                               | 木曜 21:00 - 21:54 | 同時ネット |
| 福島県         | 福島テレビ（FTV）         | フジテレビ系列                               | 木曜 21:00 - 21:54 | 同時ネット |
| 新潟県         | 新潟総合テレビ（NST）     | フジテレビ系列                               | 木曜 21:00 - 21:54 | 同時ネット |
| 長野県         | 長野放送（NBS）           | フジテレビ系列                               | 木曜 21:00 - 21:54 | 同時ネット |
| 静岡県         | テレビ静岡（SUT）         | フジテレビ系列                               | 木曜 21:00 - 21:54 | 同時ネット |
| 富山県         | 富山テレビ（BBT）         | フジテレビ系列                               | 木曜 21:00 - 21:54 | 同時ネット |
| 石川県         | 石川テレビ（ITC）         | フジテレビ系列                               | 木曜 21:00 - 21:54 | 同時ネット |
| 福井県         | 福井テレビ（FTB）         | フジテレビ系列                               | 木曜 21:00 - 21:54 | 同時ネット |
| 中京広域圏     | 東海テレビ（THK）         | フジテレビ系列                               | 木曜 21:00 - 21:54 | 同時ネット |
| 近畿広域圏     | 関西テレビ（KTV）         | フジテレビ系列                               | 木曜 21:00 - 21:54 | 同時ネット |
| 島根県・鳥取県 | さんいん中央テレビ（TSK） | フジテレビ系列                               | 木曜 21:00 - 21:54 | 同時ネット |
| 岡山県・香川県 | 岡山放送（OHK）           | フジテレビ系列                               | 木曜 21:00 - 21:54 | 同時ネット |
| 広島県         | テレビ新広島（tss）       | フジテレビ系列                               | 木曜 21:00 - 21:54 | 同時ネット |
| 愛媛県         | テレビ愛媛（EBC）         | フジテレビ系列                               | 木曜 21:00 - 21:54 | 同時ネット |
| 高知県         | 高知さんさんテレビ（KSS） | フジテレビ系列                               | 木曜 21:00 - 21:54 | 同時ネット |
| 福岡県         | テレビ西日本（TNC）       | フジテレビ系列                               | 木曜 21:00 - 21:54 | 同時ネット |
| 佐賀県         | サガテレビ（STS）         | フジテレビ系列                               | 木曜 21:00 - 21:54 | 同時ネット |
| 長崎県         | テレビ長崎（KTN）         | フジテレビ系列                               | 木曜 21:00 - 21:54 | 同時ネット |
| 熊本県         | テレビくまもと（TKU）     | フジテレビ系列                               | 木曜 21:00 - 21:54 | 同時ネット |
| 鹿児島県       | 鹿児島テレビ（KTS）       | フジテレビ系列                               | 木曜 21:00 - 21:54 | 同時ネット |
| 沖縄県         | 沖縄テレビ（OTV）         | フジテレビ系列                               | 木曜 21:00 - 21:54 | 同時ネット |
| 大分県         | テレビ大分（TOS）         | 日本テレビ系列 フジテレビ系列                | 木曜 21:00 - 21:54 | 同時ネット |
| 宮崎県         | テレビ宮崎（UMK）         | フジテレビ系列 日本テレビ系列 テレビ朝日系列 | 木曜 21:00 - 21:54 | 同時ネット |
| 山口県         | テレビ山口（tys）         | TBS系列                                      | 土曜 13:00 - 13:54 | 遅れネット |

※スペシャル放送の場合、番組終盤の6分間はローカルセールス枠のため通常時フルネット局がフジテレビの放送終了6分前に飛び降りとなる場合がある一方、同時ネット局（飛び降り局）でも放送局の都合によってはそのままフルネットで放送される場合がある。

### 木曜深夜時代
| 放送対象地域   | 放送局                    | 系列           | 放送日時                      | ネット状況 | 放送期間        |
| -------------- | ------------------------- | -------------- | ----------------------------- | ---------- | --------------- |
| 関東広域圏     | フジテレビ（CX）          | フジテレビ系列 | 金曜 0:25 - 0:55（木曜深夜）  | 制作局     | 2024年4月5日 -  |
| 岩手県         | 岩手めんこいテレビ（mit） | フジテレビ系列 | 金曜 0:25 - 0:55（木曜深夜）  | 同時ネット | 2024年4月5日 -  |
| 宮城県         | 仙台放送（OX）            | フジテレビ系列 | 金曜 0:25 - 0:55（木曜深夜）  | 同時ネット | 2024年4月5日 -  |
| 山形県         | さくらんぼテレビ（SAY）   | フジテレビ系列 | 金曜 0:25 - 0:55（木曜深夜）  | 同時ネット | 2024年4月5日 -  |
| 福島県         | 福島テレビ（FTV）         | フジテレビ系列 | 金曜 0:25 - 0:55（木曜深夜）  | 同時ネット | 2024年4月5日 -  |
| 長野県         | 長野放送（NBS）           | フジテレビ系列 | 金曜 0:25 - 0:55（木曜深夜）  | 同時ネット | 2024年4月5日 -  |
| 石川県         | 石川テレビ（ITC）         | フジテレビ系列 | 金曜 0:25 - 0:55（木曜深夜）  | 同時ネット | 2024年4月5日 -  |
| 北海道         | 北海道文化放送（UHB）     | フジテレビ系列 | 金曜 0:35 - 1:05（木曜深夜）  | 遅れネット | 2024年4月12日 - |
| 愛媛県         | テレビ愛媛（EBC）         | フジテレビ系列 | 日曜 1:30 - 2:05（土曜深夜）  | 遅れネット | 2024年4月14日 - |
| 近畿広域圏     | 関西テレビ（KTV）         | フジテレビ系列 | 木曜 0:25 - 0:55（水曜深夜）  | 遅れネット | 2024年4月18日 - |
| 高知県         | 高知さんさんテレビ（KSS） | フジテレビ系列 | 木曜 0:25 - 0:55（水曜深夜）  | 遅れネット | 2024年4月18日 - |
| 福岡県         | テレビ西日本（TNC）       | フジテレビ系列 | 木曜 0:25 - 0:55（水曜深夜）  | 遅れネット | 2024年4月18日 - |
| 長崎県         | テレビ長崎（KTN）         | フジテレビ系列 | 木曜 0:30 - 1:00（水曜深夜）  | 遅れネット | 2024年4月18日 - |
| 静岡県         | テレビ静岡（SUT）         | フジテレビ系列 | 金曜 0:25 - 0:55（木曜深夜）  | 遅れネット | 2024年4月19日 - |
| 広島県         | テレビ新広島（TSS）       | フジテレビ系列 | 金曜 1:25 - 1:55（木曜深夜）  | 遅れネット | 2024年4月19日 - |
| 熊本県         | テレビ熊本（TKU）         | フジテレビ系列 | 日曜 1:15 - 1:45（土曜深夜）  | 遅れネット | 2024年4月21日 - |
| 中京広域圏     | 東海テレビ（THK）         | フジテレビ系列 | 月曜 0:30 - 1:00（日曜深夜）  | 遅れネット | 2024年4月22日 - |
| 秋田県         | 秋田テレビ（AKT）         | フジテレビ系列 | 水曜 0:25 - 0:55（火曜深夜）  | 遅れネット | 2024年4月24日 - |
| 鹿児島県       | 鹿児島テレビ（KTS）       | フジテレビ系列 | 木曜 0:40 - 1:10（水曜深夜）  | 遅れネット | 2024年4月25日 - |
| 新潟県         | NST新潟総合テレビ（NST）  | フジテレビ系列 | 水曜 1:20 - 1:50 （火曜深夜） | 遅れネット | 2024年4月25日 - |
| 福井県         | 福井テレビ（FTB）         | フジテレビ系列 | 金曜 0:25 - 0:55（木曜深夜）  | 遅れネット | 2024年4月26日 - |
| 富山県         | 富山テレビ（BBT）         | フジテレビ系列 | 金曜 0:30 - 1:00（木曜深夜）  | 遅れネット | 2024年4月26日 - |
| 沖縄県         | 沖縄テレビ（OTV）         | フジテレビ系列 | 土曜 0:55 - 1:25（金曜深夜）  | 遅れネット | 2024年4月27日 - |
| 岡山県・香川県 | 岡山放送（OHK）           | フジテレビ系列 | 土曜 16:00 - 16:30            | 遅れネット | 2024年5月4日 -  |
| 島根県・鳥取県 | さんいん中央テレビ（TSK） | フジテレビ系列 | 木曜 1:25 - 1:55（水曜深夜）  | 遅れネット | 2024年7月4日 -  |
| 山口県         | テレビ山口（tys）         | TBS系列        | 火曜 1:27 - 1:57（月曜深夜）  | 遅れネット |                 |

## スタッフ
木曜深夜台
- ナレーター：窪田等
- 構成：興津豪乃、矢野了平、安部裕之、鹿谷忠弘、深田憲作、永井ふわふわ・ 酒井健作
- LD：小林敦洋（フジテレビ）
- TM：橋本雄司
- CAM：小出豊
- VE：青木拓哉
- AUD：髙宮哲郎
- 美術プロデューサー：三竹寛典（フジテレビ / フジアール）
- デザイン：小濱まほろ（フジテレビ / フジアール）
- アートコーディネーター：谷元沙紀（フジアール）
- 大道具製作：宮路博貴
- 大道具操作：小池真穂
- メイク：山田かつら
- マルチ：上福更記
- 編集：上本学
- CGデザイン：中原勇
- テロップデザイン：三宅朝陽
- MA：阿部祥高
- 音響効果：星裕介
- タイトル：榛葉大介
- 技術協力：ニューテレス、fmt、マルチバックス、MJ、ONE、Move on★、東京オフラインセンター【毎週】、渡辺剛士、テクノカットスタジオ、イトウデザイン、グレートインターナショナル、リトルベア【週替わり】
- リサーチ：志田顕悟、原口雄多
- アーカイブ：矢田伴之、髙澤英一
- 企画協力：マセキ芸能社
- 制作協力：NEXTEP、sukima、BEE BRAIN、me too
- 編成：浅野翔太郎（フジテレビ）
- 広報：麻生小百合（フジテレビ）
- デスク：隅田真衣
- TK：水越理恵
- ブランディングデザイン：邨山直也（フジテレビ / フジアール）
- SNS：冨士川祐輔（フジテレビ）
- AD：金城佑真、宮崎桃子、石丸千夏、根岸哲太、田口佳乃、土谷栞、尾崎友香、月村友哉、佐伯怜計、菱田朋来【週替わり】
- 制作進行：小島未帆
- AP：飯沼慶治郎【不定期】
- ディレクター：大河原佑斗、長谷部光紀、吉田悠太、吉田安（吉田(安)→sukima、以前はAD）【週替わり】
- 演出：住田崇（sukima）、中本訓彦、神垣光・池田浩士（NEXTEP）、相沢宏明（BEE BRAIN）、内田葵（内田→以前はディレクター）【週替わり】
- プロデューサー：須藤景子・尾谷亜貴崇（NEXTEP）【毎週】、米田唯一（フジテレビ）、柴﨑香苗（柴﨑→NEXTEP、以前は毎週）、三藤豊（me too）、林美菜、中村肇・大平智恵・城山亜衣子（BEE BRAIN、城山→以前はAP）【週替わり】
- チーフプロデューサー：島本亮（フジテレビ）
- 企画・総合演出：加藤智章（フジテレビ）
- 制作：フジテレビ編成総局バラエティ制作局バラエティ制作センター（2024年6月までは編成制作局バラエティー制作センター）
- 制作著作：フジテレビ

過去のスタッフ
- 編成：木月洋介（フジテレビ）
- 広報：小穴浩司（フジテレビ）
- デスク：弦牧和子
- プロデューサー：池田拓也（フジテレビ）

木曜21時台
- ナレーター：窪田等
- 構成：矢野了平、安部裕之、鹿谷忠弘、深田憲作、やまもとはじめ、永井ふわふわ / 酒井健作（酒井→2023年5月11日 - ）
- TP/LD：小林敦洋（フジテレビ）
- TM：橋本雄司
- SW：小出豊
- CAM：遠藤俊洋
- VE：青木拓哉
- AUD：髙宮哲郎
- 美術プロデューサー：三竹寛典（フジテレビ）
- デザイン：小濱まほろ（フジテレビ）
- アートコーディネーター：谷元沙紀
- 大道具製作：宮路博貴
- 大道具操作：小池真穂
- アクリル装飾：鈴木竜、堀内重彰
- 電飾：須藤希
- アートフレーム：石井智之
- メイク：山田かつら
- マルチ：上福更記
- 編集：上本学
- CGデザイン：中原勇
- テロップデザイン：三宅朝陽
- MA：阿部祥高
- 音響効果：星裕介
- タイトル：榛葉大介
- 技術協力：ニューテレス、fmt、マルチバックス、MJ、ONE、Move on★、東京オフラインセンター【毎週】、グレートインターナショナル、リトルベア、吉田友和、渡辺剛士、K-WORK、イトウデザイン【不定期】
- リサーチ：志田顕悟、原口雄多、福田光利、羽柴千晶、梶谷翔平、齋藤譲
- アーカイブ：矢田伴之、髙澤英一
- 企画協力：マセキ芸能社
- 制作協力：NEXTEP、sukima、BEE BRAIN、me too
- 編成：木月洋介（フジテレビ）
- 広報：小穴浩司（フジテレビ）
- ブランディングデザイン：邨山直也（フジテレビ / フジアール）
- 営業：髙田和典（フジテレビ）
- デスク：栗田美奈子
- TK：水越理恵
- SNS：冨士川祐輔（フジテレビ）
- AD：小島未帆、田口佳乃【毎週】、秋本陽依、豊川智愛、和泉奈央、鵜殿顕太朗、山下浩平、砂口茉耶、多田彩香、橋爪佑季、永井日愛、津田陽祐、金城佑真、杉浦裕高、藤澤史穂、渡邉直樹、横川愛理、桶作泰成、土谷栞、野内龍、宮崎桃子、黒田敷香、根岸哲太、金澤諒、逸見航一、谷口雅矢、丸山菜々香、尾中亮太、尾崎友香、熊坂栞菜、吉谷地瑞穂、熊谷麗奈、石丸千夏、鶴田梨奈【週替わり】
- FD：川名良和（合同会社フロアーズANDカンパニー）
- AP：西琴美（2023年5月18日 - ）、飯沼慶治郎（2023年9月7日 - ）、城山亜衣子（2023年11月23日 - ）【隔週】
- 制作プロデューサー：新本あじあ、今尾千里（SWITCH）
- 制作プロデューサー / プロデューサー：御舩慧（NEXTEP、以前は2023年5月25日 - 10月頃まで制作プロデューサー）【週替わり】
- ディレクター：神垣光・池田浩士・飯塚桂子（NEXTEP）、小林浩太郎・菊地駿介（44LDK）、前川善郎（コーファン）・山口貴由（全力カンパニー）、川口夏季、亀山剛志（Kimika）、高橋幸子、吉田萌海、武田直也（frame inf.）、伊藤強、志賀裕史、相沢宏明・水主惟弘（BEE BRAIN）、小柴早紀、大河原佑斗、中本訓彦、宮本大輔、増田真也、杉野将人、平田恭寛、吉田悠太、中西正太（シオプロ）、長谷部光紀、山口哲生（ハウフルス）、川崎敬、山浦太郎、山内絵理子【週替わり】
- プロデューサー：池田拓也（フジテレビ）、須藤景子・尾谷亜貴崇・柴﨑香苗（NEXTEP）【毎週】、小笠原耕介、木下麗、中村肇・大平智恵（BEE BRAIN）、三藤豊（me too）、林美菜、橋本孔一、米田唯一（米田→フジテレビ、以前は週替わりディレクター）【週替わり】
- 演出：錫木亮（NEXTEP）、住田崇（sukima）
- チーフプロデューサー：島本亮（フジテレビ）
- 企画・総合演出：加藤智章（フジテレビ）
- 制作：フジテレビ編成制作局バラエティー制作センター
- 制作著作：フジテレビ

過去のスタッフ
- 構成︰池谷勇太
- 電飾：桑島亮太
- 編成：加藤愛理（フジテレビ）
- 制作協力：44LDK、株式会社Kimika
- SNS：大石倫之、遠藤将、佐藤良、山本優、塚本佳代
- ディレクター：温井精一（フジテレビ）【毎週】

水曜RISE!
- ナレーター：窪田等
- 構成：興津豪乃、鹿谷忠弘、キンダイチ、安部裕之（安部→#6）
- TP：斉藤伸介（フジテレビ）
- TM：橋本雄司
- SW：小出豊
- CAM：渡邊健太郎、遠藤俊洋【週替わり】
- VE：青木拓哉、齋藤雄一【週替わり】
- MIX：髙宮哲郎
- LD：小林敦洋（フジテレビ）
- マルチ：上福更記
- 美術プロデューサー：三竹寛典（フジテレビ）
- デザイン：邨山直也・小濱まほろ（フジテレビ）
- アートコーディネーター：谷元沙紀
- 大道具製作：宮路博貴【週替わり】
- 大道具 / 大道具操作：小池真穂【週替わり】
- アクリル装飾：鈴木竜【週替わり】、堀内重彰【毎週】
- アートフレーム：石井智之【週替わり】
- 電飾：桑島亮太、石井誠【週替わり】
- メイク：山田かつら
- 編集：上本学
- CGデザイン：中原勇
- テロップデザイン：三宅朝陽
- MA：阿部祥高
- 音響効果：千本洋【毎週】、大貫孝輔【週替わり】
- 美術協力：フジアール
- 技術協力：ニューテレス、fmt、MJ、ONE、マルチバックス、デジタルサーカス、メディアリース【毎週】、Ventuno【週替わり】
- リサーチ：志田顕悟（スコープ）
- 素材協力：PIXTA【毎週】、iStock【週替わり】
- 企画協力：マセキ芸能社
- 広報：飯泉英一郎（フジテレビ）
- 編成：加藤愛理（フジテレビ）
- 営業：宮崎豊（フジテレビ）
- デスク：栗田美奈子
- TK：水越理恵
- AD：小島未帆、松元拳、秋本陽依、田口佳乃【毎週】、平原優太、東郷紅吏、佐野将平、津田陽祐、杉浦裕高【週替わり】
- AP：柴崎香苗（NEXTEP）、糸井綾珠
- FD：滝島春樹（NEXTEP）
- ディレクター：袖垣光（NEXTEP）、松村重男、金孝義、杉野将人、高橋幸子、中西正太【週替わり】
- プロデューサー：池田拓也（フジテレビ）、須藤景子（NEXTEP）、吉川なるみ（ガスコイン・カンパニー）、住田崇（sukima、住田→#6）
- 演出：錫木亮（NEXTEP）
- チーフプロデューサー：島本亮（フジテレビ）
- 企画・総合演出：加藤智章（フジテレビ）
- 制作協力：NEXTEP
- 制作：フジテレビ編成制作局バラエティー制作センター
- 制作著作：フジテレビ

### 特番時のスタッフ
- ナレーター：窪田等
- 構成：鹿谷忠弘
- TP：児玉洋（フジテレビ、第1回）、真崎晋哉（フジテレビ、第2回）、斉藤伸介（フジテレビ、第3回）
- CAM：遠藤俊洋（第1・2回）、渡邊健太郎（第3回）
- MIX：髙宮哲郎
- LD：小林敦洋（フジテレビ）
- マルチ：上福更記
- 美術プロデューサー：三竹寛典（フジテレビ / フジアール）
- デザイン：邨山直也・小濱まほろ（フジテレビ / フジアール）
- アートコーディネーター：谷元沙紀（フジアール）
- 大道具製作：笹木優希（第1・2回）、宮路博貴（第3回）
- アクリル装飾：鈴木竜（第3回）
- アートフレーム：石井智之（第3回）
- 電飾：桑島亮太（第3回）
- メイク：山田かつら
- 編集：上本学
- CGデザイン：中原勇
- テロップデザイン：三宅朝陽
- MA：阿部祥高
- 音響効果：千本洋、大貫孝輔（大貫→第3回）
- イラスト：グレートインターナショナル（第1回）
- 美術協力：フジアール
- 技術協力：ニューテレス、fmt、MJ、ONE、マルチバックス、デジタルサーカス、Ventuno、メディアリース（Vent・メディア→第3回）
- リサーチ：志田顕悟（スコープ）
- 写真協力：PIXTA（第2・3回は素材協力）
- 素材協力：ゲッティイメージズ、iStock（共に第3回）
- 協力：安藤厚司・日髙大介（共に第1回）、渡辺俊介（フジテレビ、第3回）
- 企画協力：マセキ芸能社（第3回）
- 広報：飯泉英一郎（フジテレビ、第3回）
- 編成：加藤愛理（フジテレビ、第3回）
- 営業：加藤亜利沙（フジテレビ、第1回）、阿部花恵（フジテレビ、第2回）、髙田和典（フジテレビ、第3回）
- デスク：藤野冴子（第1回）、後藤沙都実（第2回）、栗田美奈子（第3回）
- TK：水越理恵（第1・2回）、松下絵里（第3回）
- AD：小島未帆・和泉奈央（共に第1 - 3回）、江波戸遥（第1回）、秋本陽依（第2・3回）、松元拳（第1・3回）、藤本梨紗（第2回）、田口佳乃・渡邉直樹・東郷紅吏（共に第3回）
- AP：柴崎香苗（NEXTEP）
- ディレクター：袖垣光（NEXTEP）・亀山剛志（kimika）・飯塚桂子・菊地駿介（菊地→44LDK、共に第1 - 3回）、勝部美帆（ガスコイン・カンパニー）・滝島春樹（NEXTEP、共に第3回）
- プロデューサー：池田拓也（フジテレビ）、須藤景子（NEXTEP）、吉川なるみ（ガスコイン・カンパニー、吉川→第3回）
- 演出：錫木亮（NEXTEP）
- チーフプロデューサー：島本亮（フジテレビ）
- 企画・総合演出：加藤智章（フジテレビ）
- 制作協力：NEXTEP
- 制作：フジテレビ編成制作局バラエティー制作センター
- 制作著作：フジテレビ